# My Favorite Husband
My Favorite Husband ist eine US-amerikanische Hörfunk- und Fernsehsendung. Die Radiosendung mit Lucille Ball war der Vorläufer der Fernseh-Sitcom I Love Lucy. Die Sendung basierte auf den Büchern Mr. and Mrs. Cugat, the Record of a Happy Marriage (1940) und Outside Eden (1945) von Isabel Scott Rorick. Ersteres wurde bereits von Paramount Pictures für den Film Are Husbands Necessary? (1942) mit Ray Milland und Betty Field adaptiert.

## Radiosendung
My Favorite Husband wurde erstmals am 5. Juli 1948 bei CBS Radio gesendet, da sich die Ausstrahlung der neuen CBS-Sendung Our Miss Brooks verzögert hatte und My Favorite Husband genutzt werden konnte, um die entstandene Lücke zu füllen. Lucille Ball und Lee Bowman spielten Liz und George Cugat, aufgrund positiver Rückmeldungen der Hörer entschied man sich dazu, aus My Favorite Husband eine Serie zu machen. Bowman war für die Serie jedoch nicht verfügbar, weshalb Lucille Ball und Richard Denning die Hauptrollen übernahmen. Sie leben in der Serie in 321 Bundy Drive in der fiktiven Stadt Sheridan Falls und werden bezeichnet als „zwei Personen, die zusammen leben und es mögen.“
In den Folgen gibt es eine kleine Krise oder ein Problem, das meist durch eine verrückte Idee von Liz entsteht. Am Ende jeder Folge wird das Problem gelöst und Liz sagt: „Danke, George. Du bist mein Lieblings-Ehemann.“
Ab der 26. Folge, die am 7. Januar 1949 gesendet wurde, wurde der Nachname des Ehepaars aufgrund der Verwechslungsgefahr mit Xavier Cugat in Cooper geändert. Seit dieser Folge war außerdem Jell-O Sponsor der Sendung, weshalb es in jeder Folge im Schnitt drei Werbungen für Jell-O gab.
Insgesamt 124 Folgen wurden vom 23. Juli 1948 bis zum 31. März 1951 gezeigt. Die Sendung wurde zunächst von Frank Fox und Bill Davenport geschrieben, die auch für die Radio-Version von The Adventures of Ozzie and Harriet verantwortlich waren. Sie zeigten die Cugats als erfolgreichen Banker mit seiner prominenten Frau. Nach den ersten zehn Folgen zogen sich Fox und Davenport zurück und mit Bob Carroll Jr., Madelyn Pugh und Jess Oppenheimer wurden drei neue Autoren engagiert. Sie änderten den Namen des Paares in Cooper und machten sie zu einem Paar aus der Mittelschicht, da sie davon ausgingen, dass dies eher dem Geschmack der Hörer entspricht. Ab März 1949 übernahm Gale Gordon die bereits vorhandene Rolle von Georges Chef, Rudolph Atterbury, Bea Benaderet stellte seine Frau Iris dar.
Während der Ausstrahlung der Sendung wurde festgestellt, dass Lucille Ball Comedy besser darstellt, wenn sie vor Publikum spielt.

### Figuren
- Liz Cooper (gespielt von Lucille Ball): glücklich verheiratete und leicht verrückte Hausfrau
- George Cooper (gespielt von Richard Denning): Liz's Ehemann, arbeitet für Mr. Atterbury
- Mr. Rudolph Atterbury (erst gespielt von Hans Conried, später von Joseph Kearns,[1] dann von Gale Gordon): Georges Chef, Freund der Cooper-Familie, nennt George häufig „Boy“, beispielsweise „George-Boy“
- Mrs. Iris Atterbury (gespielt von Bea Benaderet): Frau von Rudolph und Freundin der Cooper-Familie, nennt Liz häufig „Girl“, beispielsweise „Liz-Girl“
- Katy (gespielt von Ruth Perrott): Hausmädchen der Coopers
- Mrs. Leticia Cooper (erst gespielt von Bea Benaderet, später von Eleanor Audley): Georges aristokratische Mutter, sieht auf Liz hinab

### Übergang zuI Love Lucy
1950 wurde Lucille Ball für eine Fernsehversion der Serie angefragt, sowohl CBS als auch Jell-O bestanden darauf, dass Richard Denning auch dort die Rolle des George Cooper spielt. Ball bestand jedoch darauf, dass ihr echter Ehemann Desi Arnaz ihren Ehemann in der Serie darstellt. Der Sender stimmte widerwillig zu, nachdem Ball und Arnaz bei einer Show auf der Straße das Publikum überzeugen konnten, entwickelte aber mit I Love Lucy ein neues Konzept. Jell-O zog sich als Sponsor zurück und Philip Morris wurde Sponsor. Zunächst waren Gale Gordon und Bea Benaderet, die die Atterburys spielten, für die Rollen von Fred und Ethel Mertz in I Love Lucy vorgesehen, aufgrund vertraglicher Verpflichtungen konnten sie die Rollen jedoch nicht annehmen.
Die Autoren Carroll, Pugh und Oppenheimer setzte  ihre Arbeit bei I Love Lucy fort. Sie verwendeten viele Folgen von My Favorite Husband als Vorlage für die frühen Folgen von I Love Lucy. So diente die Radiofolge „Giveaway Program“ vom 18. März 1949 als Inspiration für die Folge „Redecorating“ vom 24. November 1953 und die Folge „Lucy's Schedule“ vom 26. Mai 1952 basierte auf der Folge „Time Schedule“ vom 22. April 1949. Viele Darsteller aus der Radiosendung My Favorite Husband traten später auch bei I Love Lucy auf, häufig in den gleichen Rollen, die sie bereits in der Episode von My Favorite Husband verkörperten hatten, die der jeweiligen Folge als Inspiration diente. So übernahm in der ersten Staffel von I Love Lucy Gale Gordon zweimal die Rolle des Chefs.

## Fernsehen
1953 brachte CBS My Favorite Husband mit Joan Caulfield und Barry Nelson als Liz und George Cooper ins Fernsehen. Das Paar wurde wieder wie in der Frühphase der Radiosendung dargestellt, mit George Cooper als erfolgreichem Banker und Geschichten über das Gesellschaftsleben des Paares. Die Sendung lief in zweieinhalb Staffeln von September 1953 bis Dezember 1955 und wurde überwiegend bei CBS Television City produziert, lediglich die unvollendete dritte Staffel wurde in den Desilu Studios produziert, Liz Cooper wurde dabei neu besetzt mit Vanessa Brown.

### Figuren
- Liz Cooper (in Staffel 1 und 2 gespielt von Joan Caulfield, in Staffel 3 von Vanessa Brown): Hausfrau
- George Cooper (gespielt von Barry Nelson): Liz's Lieblings-Ehemann und Banker
- Gilmore Cobb (gespielt von Bob Sweeney; Staffel 1 und 2): Reicher Nachbar der Coopers
- Myra Cobb (gespielt von Alix Talton; Staffel 1 und 2): Gilmores aufstrebende Ehefrau
- Oliver Shepard (gespielt von Dan Tobin; Staffel 3): Nachbar der Coopers
- Myra Shepard (gespielt von Alix Talton; Staffel 3): Olivers Ehefrau

## Veröffentlichung
Die Radiosendung wurde nicht kommerziell als CD- oder DVD-Kollektion ausgewertet, jedoch befindet sich auf jeder DVD der Serie I Love Lucy je eine Folge. Außerdem wurden 2003 im Vereinigten Königreich zwei Folgen auf CD veröffentlicht.
Die Folgen der Radiosendung sind gemeinfrei, weshalb bei eBay und auf anderen Seiten viele Privatverkäufer CDs mit Folgen im MP3-Format verkaufen. Außerdem sind einige Episoden im Internet Archive verfügbar.

## Adaption
Im Juli 2018 feierte I Love Lucy: A Funny Thing Happened on the Way to the Sitcom von Gregg Oppenheimer (dem Sohn des Serienerfinders Jess Oppenheimer) in Los Angeles Premiere. Das von L.A. Theatre Works produzierte Hörspiel blickt hinter die Kulissen und verfolgt, wie aus My Favorite Husband I Love Lucy wurde. Es wurde vor Live-Publikum im James-Bridges-Theater aufgezeichnet, im Radio ausgestrahlt und auf Audio-CD sowie als MP3-Download veröffentlicht. Das Stück war besetzt mit Sarah Drew als Lucille Ball, Oscar Nuñez als Desi Arnaz und Seamus Dever als Jess Oppenheimer.